# 일본국 헌법 제63조
일본국 헌법 제63조(일본어: 日本国憲法第63条)은 일본국 헌법 제4장 "국회"의 조문 중 하나이다. 내각총리대신 및 국무대신(각료)의 국회 출석의 권리와 의무에 대해 규정하고 있다.

## 조문
일본국 헌법 제63조
내각총리대신 그 외 국무대신은 양 의원(議院) 중 하나에 의석을 지님과 지니지 아니함에 상관 없이 언제든지 의안에 대하여 발언하기 위하여 의원(議院)에 출석할 수 있다. 또한 답변 또는 설명을 위하여 출석을 요구받았을 때는 출석하여야 한다.

## 해설
내각총리대신 및 국무대신(각료)의 대부분은 국회의원이어야 하므로 내각총리대신이나 각 국무대신 모두 양원 중 하나(중의원 또는 참의원)에 소속하게 된다. 일반 국회의원의 경우 자신이 소속된 의원(議院)이 아닌 다른 의원(議院)의 회의에 참석하는 것은 원칙적으로 불가능하지만, 국회의원이 내각총리대신 또는 국무대신(각료)인 경우에는 해당 국회의원은 각 의원(議院)에 소속되어 있지만 동시에 내각의 구성원이기도 하므로, 내각 구성원으로서 국정 전반에 대한 의견을 듣기 위해 중참 양원 모두 이들을 출석시킬 필요가 인정된다. 따라서 이 경우에는 예외적으로 자신이 소속된 의원(議院)이 아닌 다른 의원(議院)에도 출석할 수 있다.
또 국무대신(각료)이 국회의원이 아닌 경우에는 해당 국무대신 개인은 국회의원직이 없으므로 원칙적으로는 국회에 출석하는 것이 불가능하지만, 상술한 이유와 같은 이유로 국회에 출석할 수 있게 된다.